# Jędrzychówek
Jędrzychówek – wieś w Polsce, położona w województwie dolnośląskim, w powiecie polkowickim, w gminie Przemków.
| SIMC    | Nazwa    | Rodzaj     |
| ------- | -------- | ---------- |
| 0366847 | Łąkociny | przysiółek |

W latach 1975–1998 wieś administracyjnie należała do województwa legnickiego.